# Коррельян
Коррельян (порт. Correlhã)  —  район (фрегезия) в Португалии,  входит в округ Виана-ду-Каштелу. Является составной частью муниципалитета  Понте-де-Лима. По старому административному делению входил в провинцию Минью. Входит в экономико-статистический  субрегион Минью-Лима, который входит в Северный регион. Население составляет 3068 человек на 2001 год. Занимает площадь 8,04 км².
Покровителем района считается Апостол Фома (порт. São Tomé).